# Otto Fischbacher
Otto Fischbacher (* 12. März 1874 in St. Gallen; † 28. Juni 1953 ebenda) war ein Schweizer Unternehmer, Textilkaufmann und Kunstsammler, der durch seine enge Beziehung zu Giovanni Segantinis Werk eine bedeutende Sammlung von Gemälden und Zeichnungen dieses Künstlers aufbaute. Die Werke sind heute als Dauerleihgabe der Otto Fischbacher Giovanni Segantini Stiftung im Segantini Museum in St. Moritz zu betrachten.

## Leben

### Anfänge
Otto Fischbacher wurde 1874 in St. Gallen geboren. Sein im Jahre 1803 geborener Grossvater Christian Fischbacher gründete als 16-Jähriger in St. Peterzell eine Firma, die anfänglich keine Stoffe herstellte, sondern die Überproduktion von im Toggenburg handgewebten Webstoffen vertrieb. Seit den 1830er Jahren liess Christian Fischbacher die Textilien aus selbst eingekauften Garnen im Verlagssystem von Heimarbeitern weben. 1854 siedelte die Familie nach St. Gallen über. Zwischen 1890 und 1914 hatte sich St. Gallen durch die Textilindustrie und der Erfindung der Schifflistickmaschine durch den Uzwiler Isaak Gröbli sowie der Erfindung der 1882/83 durch Charles Wetter-Rüesch entwickelten mechanischen Herstellung von Spitzen mittels Ätztechnik zu einer aufblühenden Handelsstadt für Stickereierzeugnisse entfaltet. Unter dem 1845 geborenen Sohn Christian Fischbacher sowie dem Enkel Otto Fischbacher entwickelte sich das zunächst recht kleine Unternehmen zu einem weltweit tätigen Handelshaus. Otto Fischbacher heiratete 1904 Lily Cécile Kuhn, Tochter des Baumwollfabrikanten Ernst Gustav Kuhn.

### Der Alpinist
Der passionierte Alpinist und Bergfotograf ermöglichte 1928 in seiner Begeisterung für die Bergwelt und als Mitglied des Schweizer Alpen-Clubs (SAC) den Bau der nahe dem Flüelapass gelegenen Grialetschhütte. Er bestieg die höchsten Gipfel in Graubünden und fünfmal das Matterhorn und war in manchen Sommern mit dem Zermatter Bergführer Gabriel Zumtaugwald (Restaurant „Chez Gaby“) im Berner Oberland und im Engadin unterwegs. Bereits Anfang der 1930er Jahre unternahm er gemeinsam mit seiner Tochter Margit Fischbacher eine ausgedehnte, in Fotoalben und Reisetagebüchern dokumentierte Reise über Nordafrika, Indien, Hinterindien und Indonesien, wo sie in der Zeit vom 21. bis 25. Januar 1932 zwischen Surabaya und Singapur auf der K.P.M. Plancius in der Javasee kreuzten und von der sie im April desselben Jahres wieder in die Schweiz zurückkehrten. Da Otto Fischbacher in aller Regel mit seiner Familie die Weihnachtstage bis Neujahr in St. Moritz verbrachte, hatte er zweifelsohne das im September 1908 eingeweihte und im Juni 1909 offiziell eröffnete Segantini Museum besucht.

## Otto Fischbacher Giovanni Segantini Stiftung

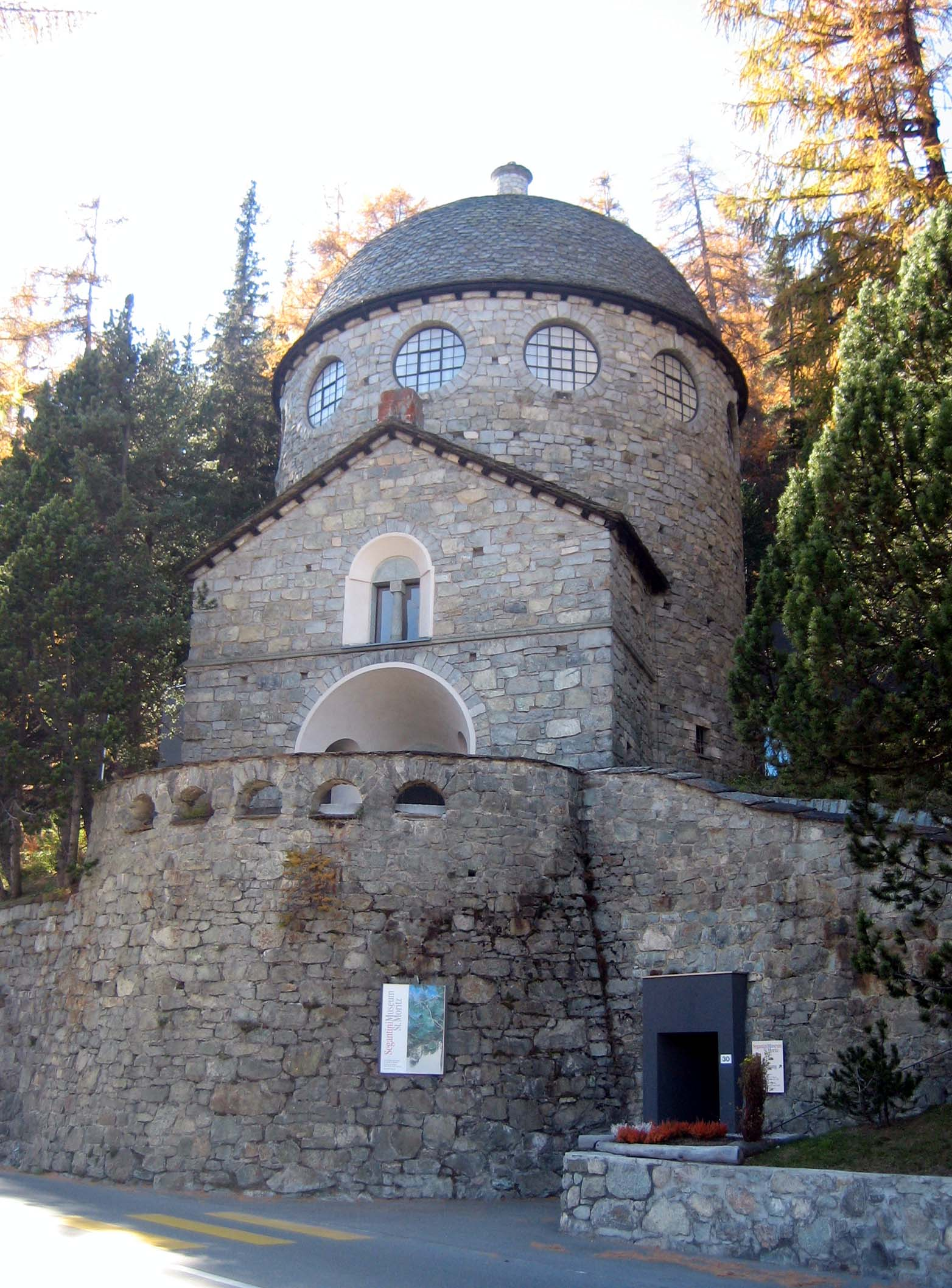
Segantini Museum

Die von Otto Fischbacher gesammelten Gemälde von Giovanni Segantini hingen in dessen Büro und Vorzimmer seines im Jahr 1872 von Lorenz & Wild in St. Gallen erbauten Geschäftshauses an der Vadianstrasse sowie in seiner 1910 unter der Bauleitung von Ernst Kuhn durch das Zürcher Architekturbüro Pfleghard und Haefeli errichteten Villa Lueg is Land in der Dufourstrasse 121. Nach dem Tod des Vaters fielen die Werke durch Erbgang in den Besitz der drei Kinder des Sammlers, die sie aufteilten und in ihren eigenen Wohnräumen platzierten. Nach dem Wunsch Otto Fischbachers führten sie am 14. April 1978 die Gesamtheit der Sammlung als öffentlich rechtliche Stiftung der Allgemeinheit zu. Der Bestand der Otto Fischbacher Giovanni Segantini Stiftung ist heute im Segantini Museum beheimatet.

### Die Gemälde
Fischbacher, der enge Verbindungen zu dem aus St. Moritz stammenden Arzt Oscar Bernhard sowie zu Giovanni Segantinis Sohn Gottardo hatte, trug zwischen 1920 und 1950 eine Werkgruppe Giovanni Segantinis mit Schwerpunkt auf die Savogniner Periode der Jahre 1886 bis 1894 zusammen. Die Reihe der von Otto Fischbacher gesammelten Werke reicht von der noch von Jean-François Millet beeinflussten ländlichen Szenerie Il bacio alla croce (Der Kreuzeskuss) von 1881/82 über A messa prima (Frühmesse) und das den Übergang zum Divisionismus markierende Ave Maria a trasbordo (Ave Maria bei der Überfahrt) von 1886 bis hin zu Ritorno dal bosco (Rückkehr vom Wald) von 1890 und Mezzogiorno sulle Alpi (Mittag in den Alpen) von 1891. Hinzu kommen noch die Gemälde La Lavandaia (Die Wäscherin) aus dem Jahre 1887, Allo sciogliersi delle nevi (Bei der Schneeschmelze) und Vacca bruna all’abbeveratoio (Braune Kuh an der Tränke) aus dem Jahr 1892.

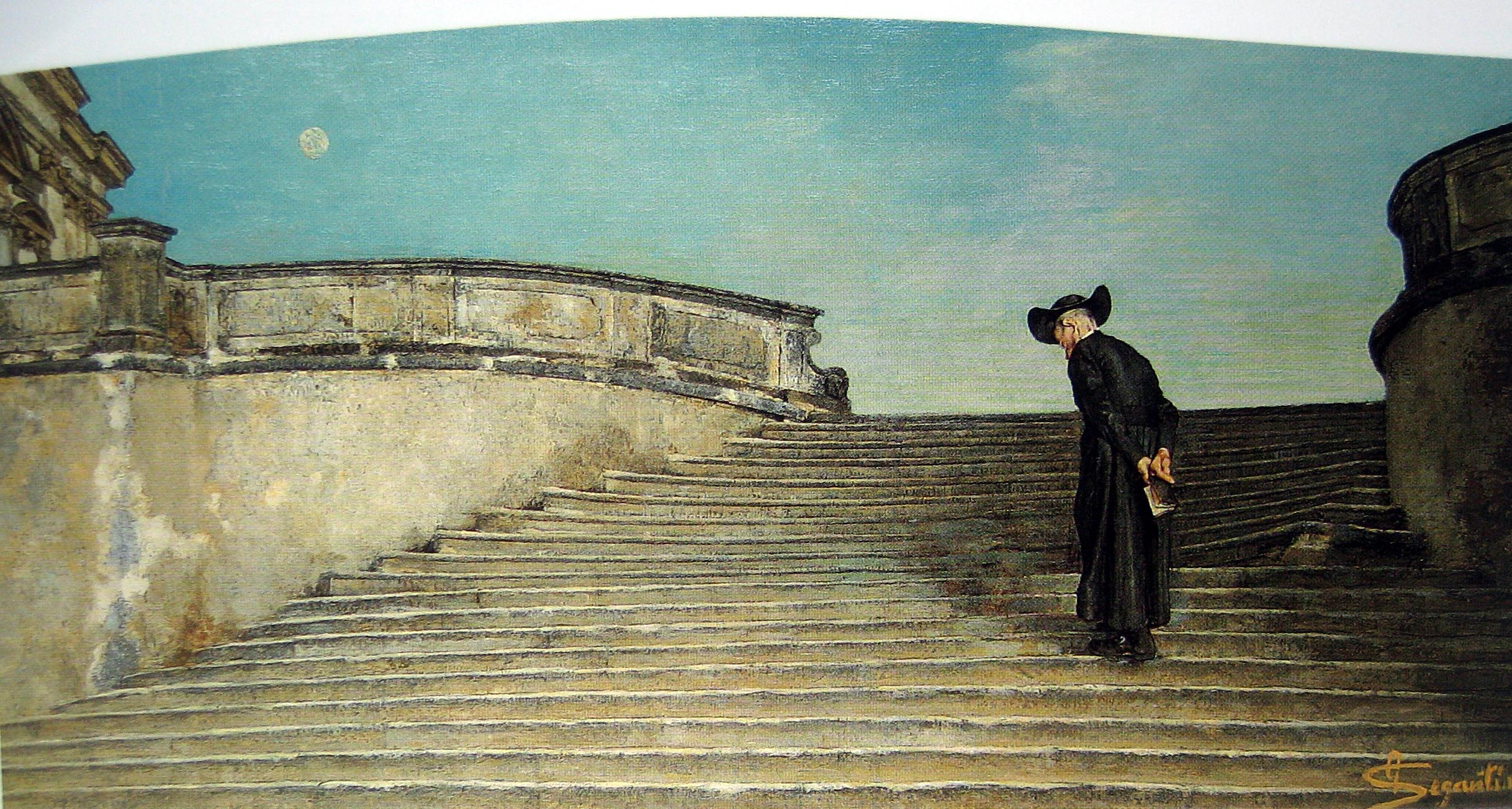
Giovanni Segantini: A messa prima (Frühmesse), 1884–86
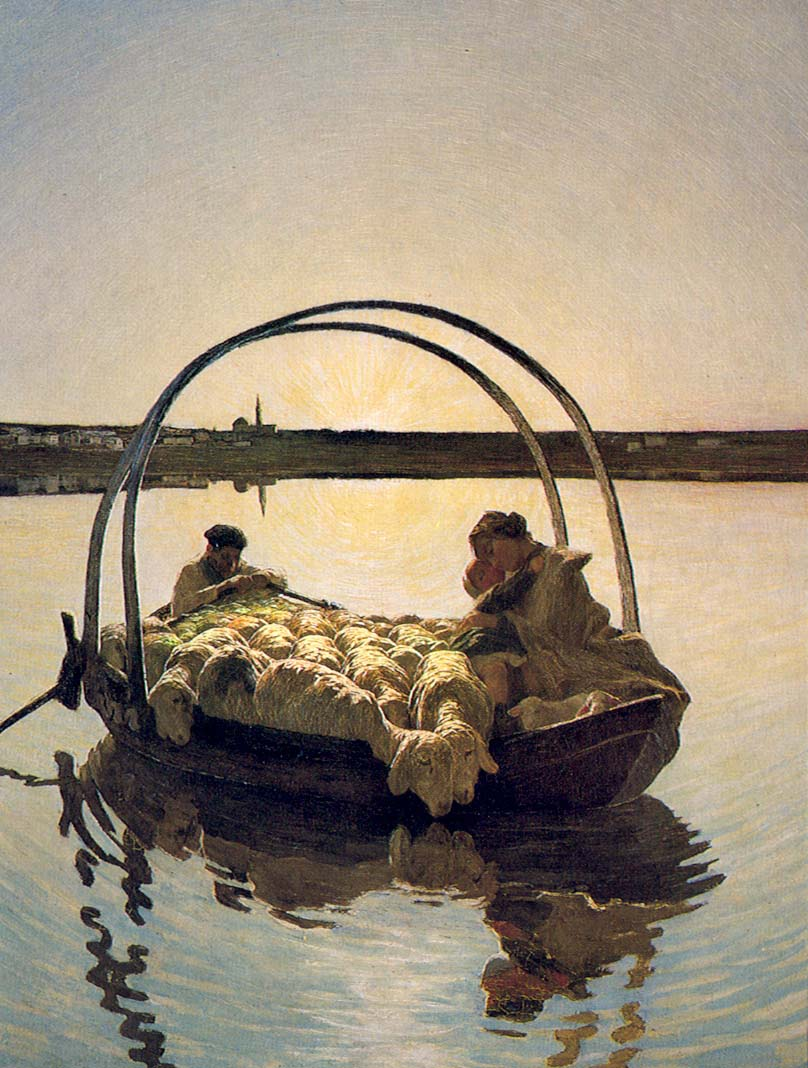
Giovanni Segantini: Ave Maria a trasbordo (Ave Maria bei der Überfahrt), 1886
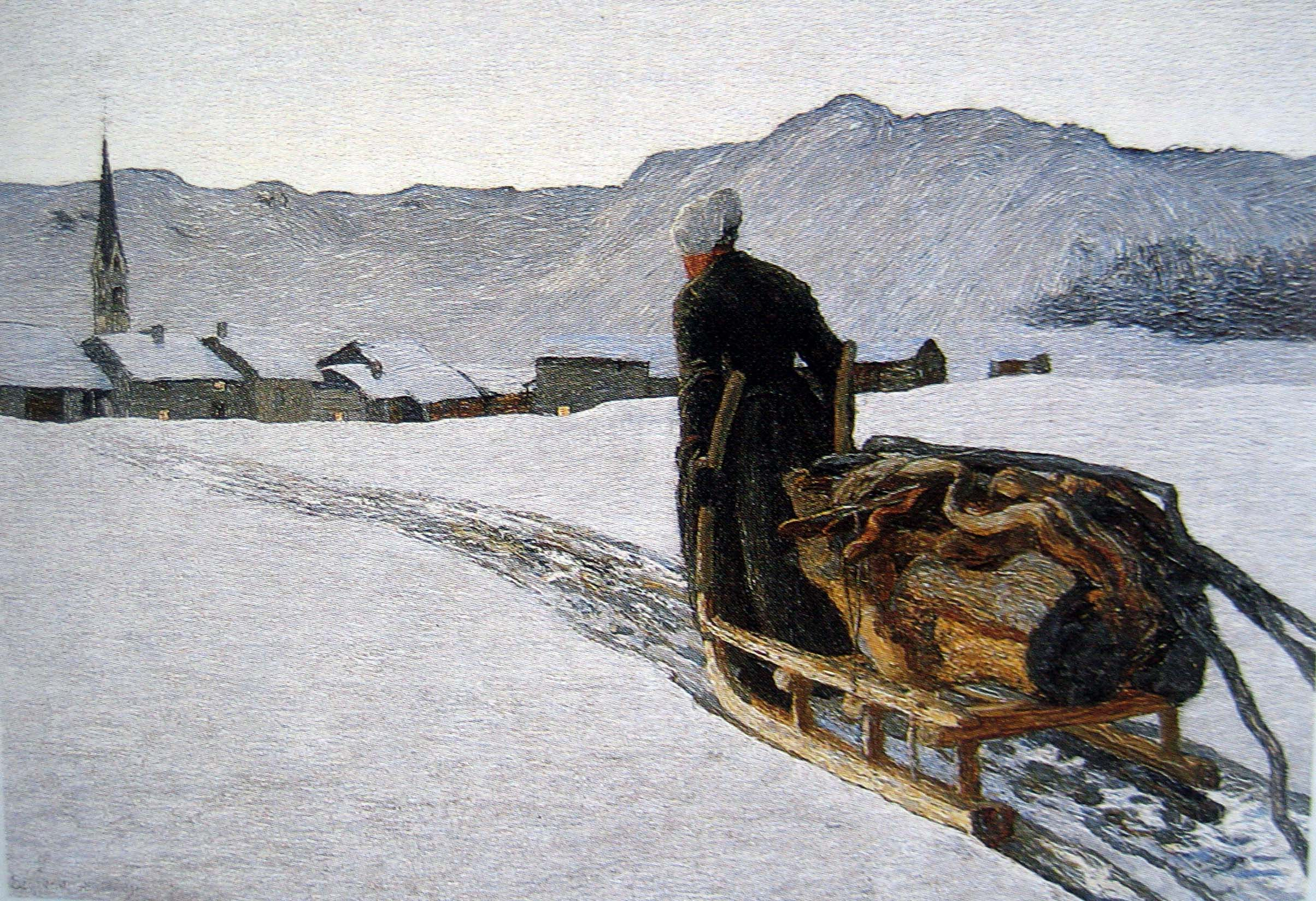
Giovanni Segantini: Ritorno dal bosco (Rückkehr vom Wald), 1890
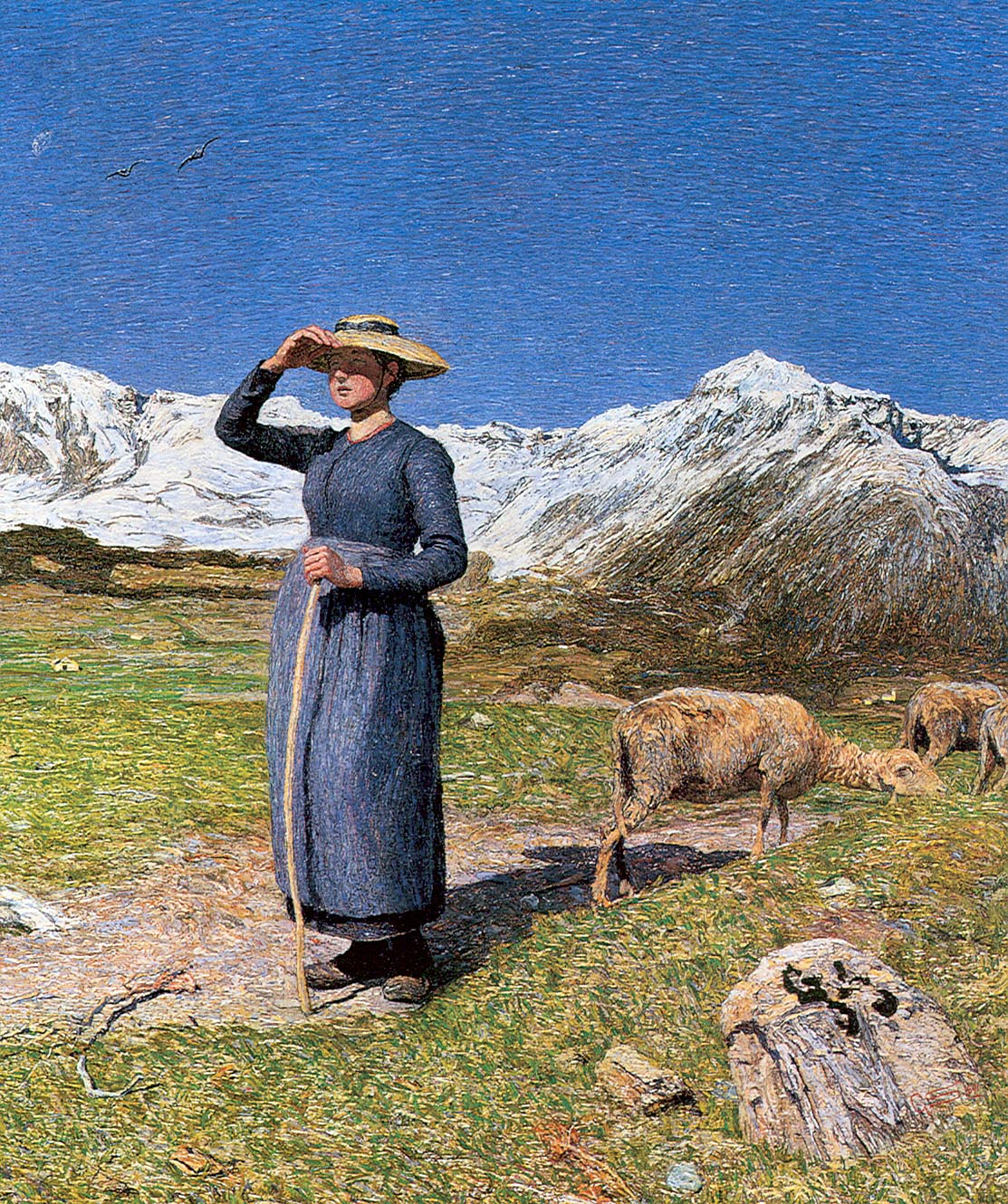
Giovanni Segantini: Mezzogiorno sulle Alpi (Mittag in den Alpen), 1891

### Zeichnungen
Der Zeichnungsbestand der Otto Fischbacher Giovanni Segantini Stiftung besteht aus drei Zeichnungen und wird angeführt von dem Autoritratto (Selbstbildnis) aus dem Jahr 1893. Es wurde bereits 1920 von Fischbacher erworben. In der Zeichnung reflektiert die Frontalansicht des Kopfes auf goldfarbenem Hintergrund auf die Christusdarstellungen der Ostkirche und ist somit weniger als realistisches Abbild des Künstlers zu betrachten denn als Programmbild. Die zwischen Prophet und Magier angesiedelte Ikone trägt die Widmung: »Mons f.G. Prange«. Die zweite Zeichnung der Sammlung Ritorno all’ovile (Rückkehr zum Schafstall) von 1891/92 zeigt ein Sujet des bäuerlichen Alltags, umgesetzt in dynamischen und wirbelartigen Strichlagen und Weisshöhungen auf den Rücken der Schafe. Das Draussen wird durch den knorrigen Baum und das Innen durch das aus der offenen Stalltüre flutende Licht symbolisiert.

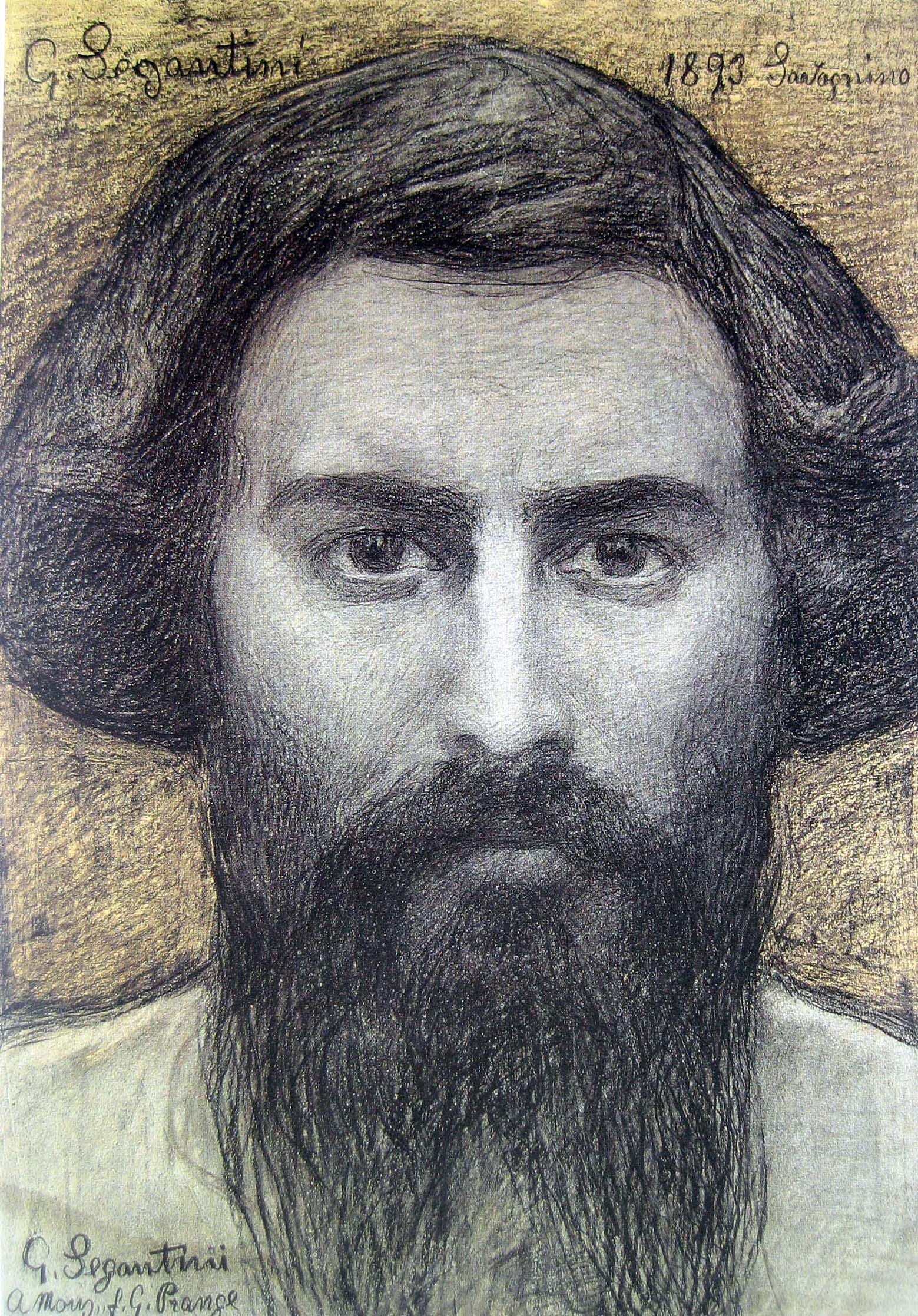
Giovanni Segantini: Autoritratto (Selbstbildnis), 1893
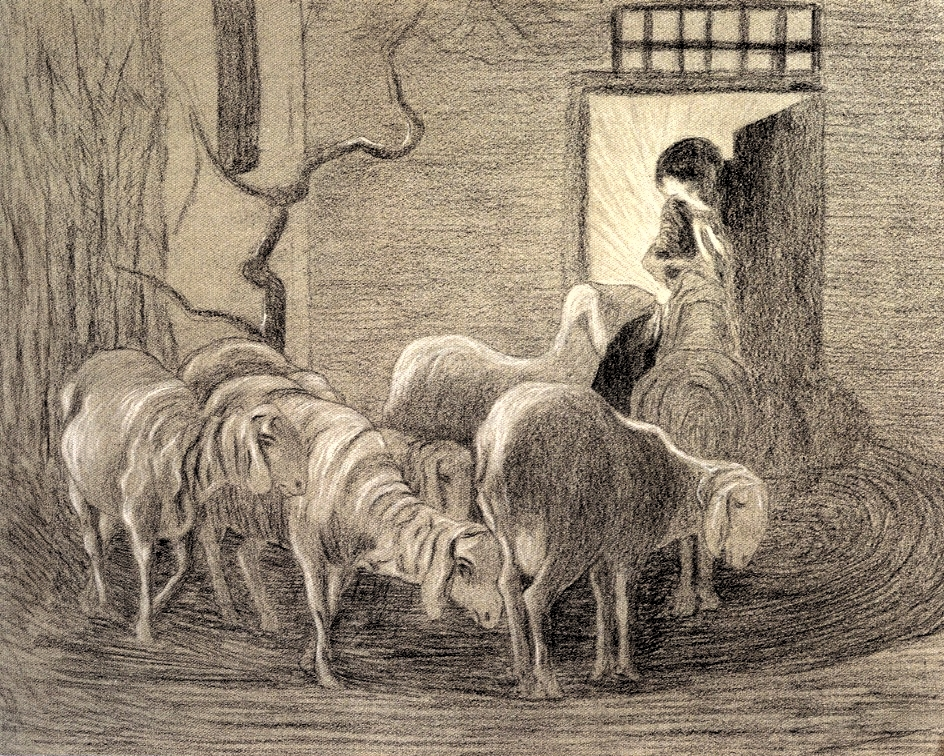
Giovanni Segantini: Ritorno all’ovile (Rückkehr zum Schafstall), 1891/92
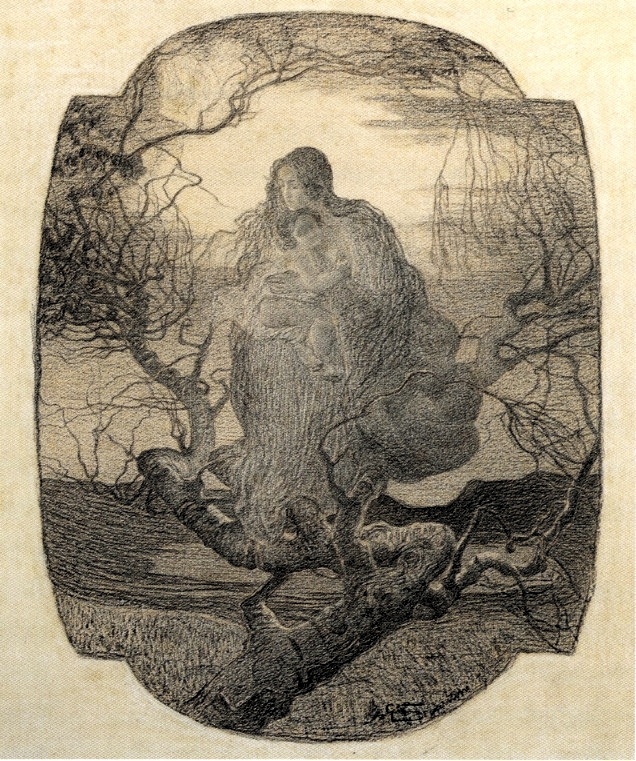
Giovanni Segantini: L’angelo della vita (Der Engel des Lebens), 1894–96

Die 1894–96 entstandene Zeichnung zu L’angelo della vita (Der Engel des Lebens), die in unmittelbarer Verbindung zu dem 276 × 217 cm grossen gleichnamigen Gemälde von 1894 in der Galleria d’Arte Moderna in Mailand steht. Die in roter und brauner Conté-Kreide gemalte Zeichnung einer säkularisierten Madonna mit Kind ist bis auf das im Wind flatternde Haupthaar der Hauptfigur mit dem Ölbild identisch und trägt die Widmung: »Al mio amico William Ritter/Il suo Segantini Spirituale«. William Ritter, der zudem unter seinem Pseudonym Marcel Montandon publizierte, war Autor einer der ersten Segantini-Monographien, die 1897 unter dem Titel »Giovanni Segantini« im Heft 20 der Zeitschrift Die Graphischen Künste als Sonderdruck im Verlag der Gesellschaft für vervielfältigende Kunst in Wien aufgelegt wurde.